# Javi Martínez
Javier "Javi" Martínez Aginaga [ˈxaβi marˈtineθ aɣiˈnaɣa] (født 2. september 1988 i Navarra, Spanien) er en spansk fodboldspiller, der spiller som defensiv midtbanespiller, men også kan spille som forsvarspiller. Martínez spiller i Qatar Stars League-klubben Qatar SC.

## Klub karriere
Martínez begynde i CA Osasuna, men skiftede til den basiske La-Liga klub Athletic Bilbao i 2006 som bare 18-årig, før at han overhovedet havde spillet en kamp for Osasunas førstehold. Martínez blev næsten med det samme som en fast spiller på Bilbao holdet, og spillede i alt 6 sæsoner for klubben.
Martínez skiftede i 2012 til den tyske klub Bayern München for 40 million euro, hvilke på det tidspunkt var den dyreste handel i Bayern Münchens historie. Martínez spillede 9 sæsoner hos den tyske-klub, hvor han har været med til at vinde Bundesligaen 9 gange i træk samt Champions League 2 gange.
I maj 2021 annoncerede Bayern og Martínez at de var enige om ikke at fornye hans kontrakt, og at han dermed ville forlade klubben per hans kontraktudløb den 1. juli 2021.
Trods rygter om at muligt vende tilbage til Athletic Bilbao, så blev det den. 20. juni 2021 annonceret at Martínez ville skifte til den qatarske-klub Qatar SC.

## Internationale karriere
Martínez' har spillet på næsten alle niveau af international fodbold, da han har spillet for Spaniens U17, U19, U21 og U23 landshold.
Martínez blev udtagets til Spaniens trup ved VM i 2010 selvom han på tidspunktet endnu ikke havde spillet for A-landsholdet på det tidspunkt. Han gjorde sin A-landsholds debut den 29. maj 2010 i en træningskamp imod Saudi Arabien.
Javi spillede kun 20 minutter ved slutrunden i 2010, men blev verdensmestre i det at Spaniens vandt verdensmesterskabet.
Martínez var også med på det spanske hold til EM i 2012 som vandt europamesterskabet.
Han var sidste med for det spanske landshold ved VM i 2014 hvor at Spanien røg ud i gruppespillet.

## Titler

### Med Athletic Bilbao
Copa del Rey
- Andenplads: 2008-09, 2011-12.

UEFA Europa League
- Andenplads: 2011-12

### Med Bayern München
Bundesligaen
- Vinder: 2012-13, 2013-14, 2014-15, 2015-16, 2016-17, 2017-18, 2018-19, 2019-20, 2020-21.

DFB Pokal
- Vinder: 2012-13, 2013-14, 2015-16, 2018-19, 2019-20.

DFL Supercup
- Vinder: 2016, 2017, 2018, 2020.

UEFA Champions League
- Vinder: 2012-13, 2019-20.

UEFA Super Cup
- Vinder: 2013, 2020.

VM for klubhold
- Vinder: 2013, 2020.

### Med Spanien
Verdensmesterskabet i fodbold
- Vinder: 2010.

Europamesterskabet i fodbold
- Vinder: 2012.

### Med Spanien U21
U/21 Europamesterskabet i fodbold
- Vinder: 2011.

### Med Spanien U19
U/19 Europamesterskabet i fodbold
- Vinder: 2007.